# Mango (soort)
De mango (Mangifera indica) of manga (Surinaams-Nederlands: manja, [ˈmaɲja], soms [ˈmaɲjə]) is de commercieel belangrijkste soort uit het geslacht Mangifera en is na de banaan het belangrijkste fruit uit de tropen. 

## Beschrijving
De mangoboom groeit in de tropen en subtropen. In de subtropen zorgen de koude maanden voor veel bloemen, maar is late nachtvorst een risico. Zachte delen van de boom kunnen door de vorst beschadigd worden. In de tropen groeit de mango overal tot 1200 meter hoogte. Voor de fruitproductie is een droog seizoen van drie of meer maanden noodzakelijk, want tijdens het droge seizoen bloeit de boom. Op hoogtes van meer dan 600 meter boven het zeeniveau wordt het klimaat te koel. De boom gedijt goed bij een gemiddelde jaartemperatuur van 19 tot 35°Celsius, al ligt de optimale temperatuur iets lager, tussen de 24 en 27°C. De bomen kunnen tegen droogte en lijken ook geen last te hebben van incidentele overstromingen. Ze komen voor in gebieden met een gemiddelde neerslag van 300 tot 2500 millimeter per jaar.
De groenblijvende boom kan een hoogte van 40 meter bereiken. De boom heeft een dichte, brede kruin. De afwisselend geplaatste bladeren zijn leerachtig, glad, glanzend, donkergroen, gaafrandig en hebben een ovale, toegespitste vorm. Het blad is 15-30 cm lang en tot 3,5 cm breed. Mangobladeren kunnen dienen als veevoer, maar met mate want grote hoeveelheden kunnen de dood tot gevolg hebben. De bladsteel is 2-6 cm lang. De eindstandige, vertakte bloeiwijzen kunnen tot 100.000, enkele millimeters grote, gelige of rozige bloemetjes bevatten. Van deze bloemen wordt maar een klein deel bestoven en rijpt een nog kleiner deel uit tot volwassen vruchten.
Individuele bomen bloeien vaak onregelmatig en kunnen jaren achtereen niet bloeien. De bloei begint aan het eind van het droge en begin van het regenseizoen. De vruchten rijpen in een periode van twee tot vijf maanden, afhankelijk van het soort en de temperatuur. De bomen hebben vrouwelijke en mannelijke bloemen en sommige soorten kunnen vruchten ontwikkelen zonder bevruchting maar voor andere is kruisbestuiving nodig. Bestuivers zijn nectaretende vleermuizen en insecten zoals bijen, vliegen en mieren.

## Vrucht
De mango is een steenvrucht die in vorm varieert, afhankelijk van het ras. De vruchten zijn 5-20 cm lang, meestal asymmetrisch, ovaalvormig en vaak gekromd met aan het uiteinde een korte, brede tuit. Er bestaan echter ook rassen met bolvormige vruchten. De schil is tot 2 mm dik, glad en glanzend. Als de vrucht rijp is, kan deze groen, geel, oranje, rood of bontgekleurd zijn.
Het rijpe vruchtvlees is zacht en sappig, geel van kleur en vezelig tot bijna vezelloos. De vrucht smaakt zoet-aromatisch en verspreidt een zoete geur. De smaak hangt ook af van het gehalte aan terpentijn, wat bij goede rassen laag is. Aan de hand van de geur is ook de rijpingsgraad betrouwbaar vast te stellen, want er zijn ook vruchten die rijp groen van kleur zijn. De steenpit is houtig en afgeplat en zit stevig aan het vruchtvlees vast. De pit wordt ook wel het 'visje' van de mango genoemd. Rijpe vruchten worden als handfruit gegeten en onrijpe vruchten kunnen als groente worden bereid of worden ingelegd in zoetzure curry's. De bloesem van de mangoboom is ook eetbaar en levert bovendien een zoete honing.
Mango bevat enzymen die eiwitten afbreken door de eiwitketens in stukjes te knippen. Mango is dan ook moeilijk met ijs, melk of vlees te combineren. Men blancheert mango daarom voor gebruik als mango in combinatie met zuivel of gelatine wordt verwerkt. Door dit blancheren worden de enzymen (proteasen) inactief.
Het hout van de mangoboom kan worden gebruikt voor de fabricage van meubels.

## Verspreiding en teelt
De mango stamt waarschijnlijk uit de bossen in het noordoosten van India en Zuidoost-Azië, waar de mango in het wild voorkomt. In India zijn de vrucht en de boom heilig. De mango speelt een rol in de symboliek van het boeddhisme. Waarschijnlijk is de vrucht in de vierde en vijfde eeuw voor Chr. door Indiërs verspreid over Oost-Azië. In de 10e eeuw na Chr. hebben de Arabieren gezorgd voor verspreiding langs de Oost-Afrikaanse kust.
De Portugezen namen de mango mee naar Brazilië aan het begin van de 18e eeuw. In 1742 werd de vrucht geïntroduceerd op Barbados en vervolgens op de andere eilanden in de Caraïben. Sinds begin 19e eeuw wordt de plant wereldwijd in de subtropen gekweekt, tot voor kort het meest noordelijk in Israël en Florida, maar de laatste decennia ook in Spanje en dan met name in de kuststreek van de provincie Granada, de Costa Tropical.

Mango (Mangifera indica)
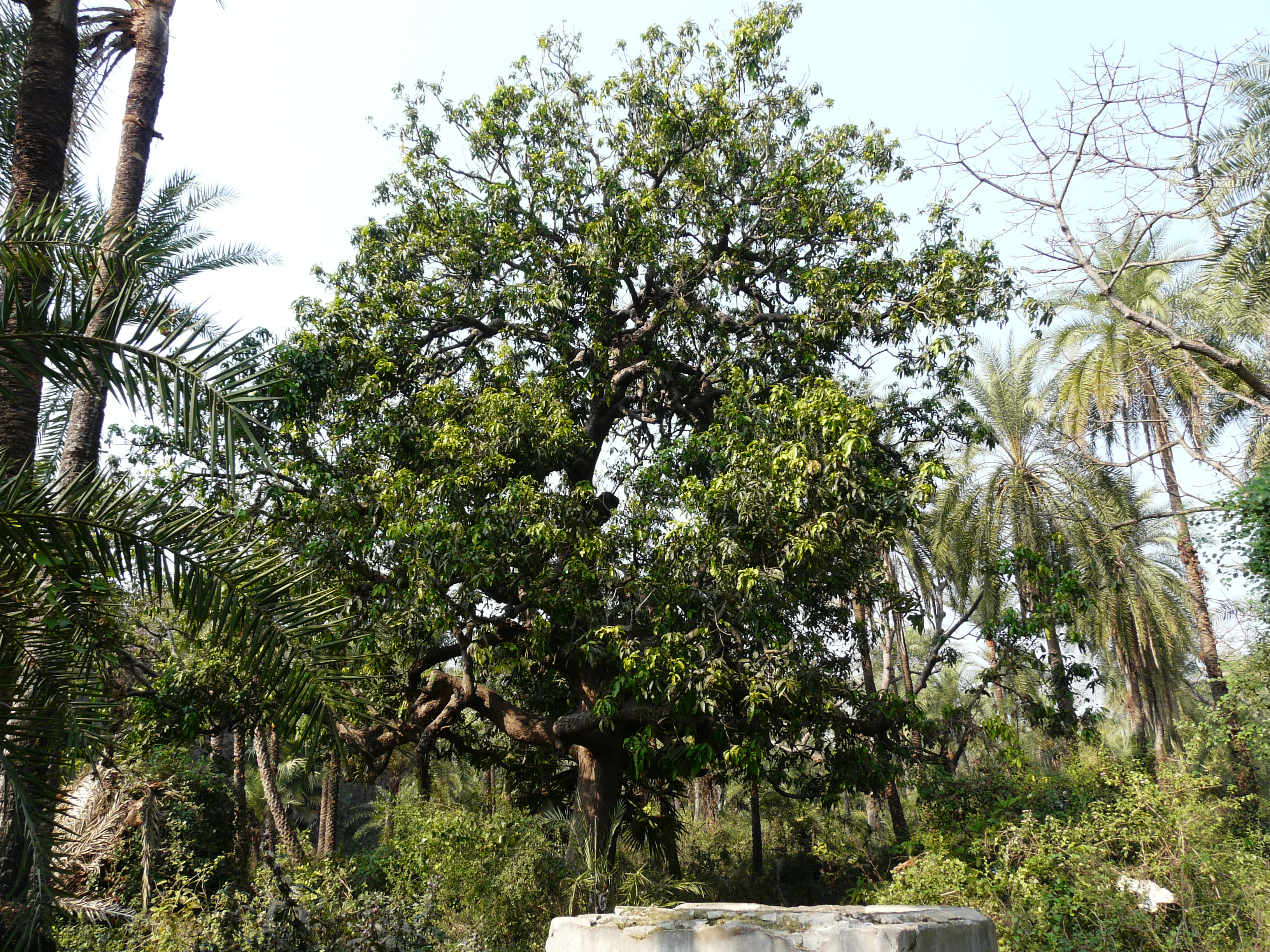
Boom
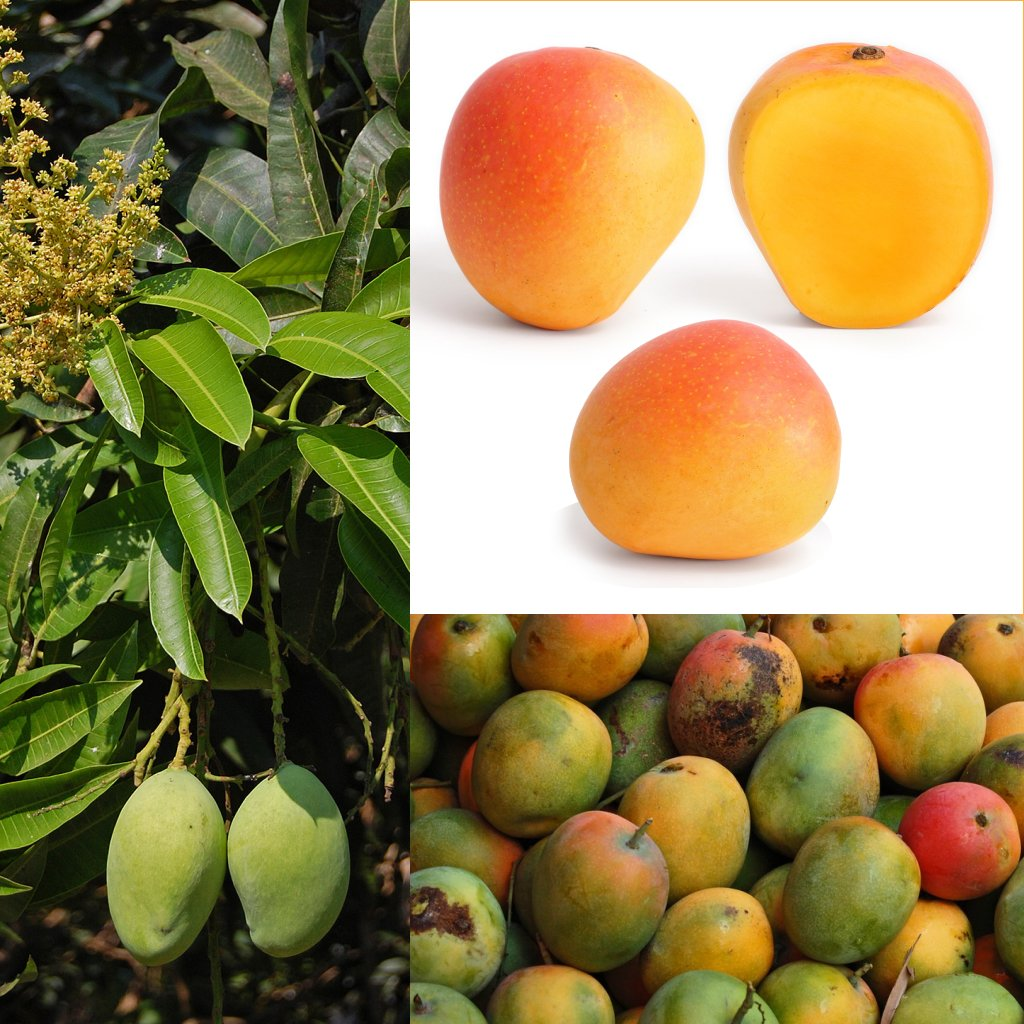
Onrijpe en rijpe mango's, doorsnede
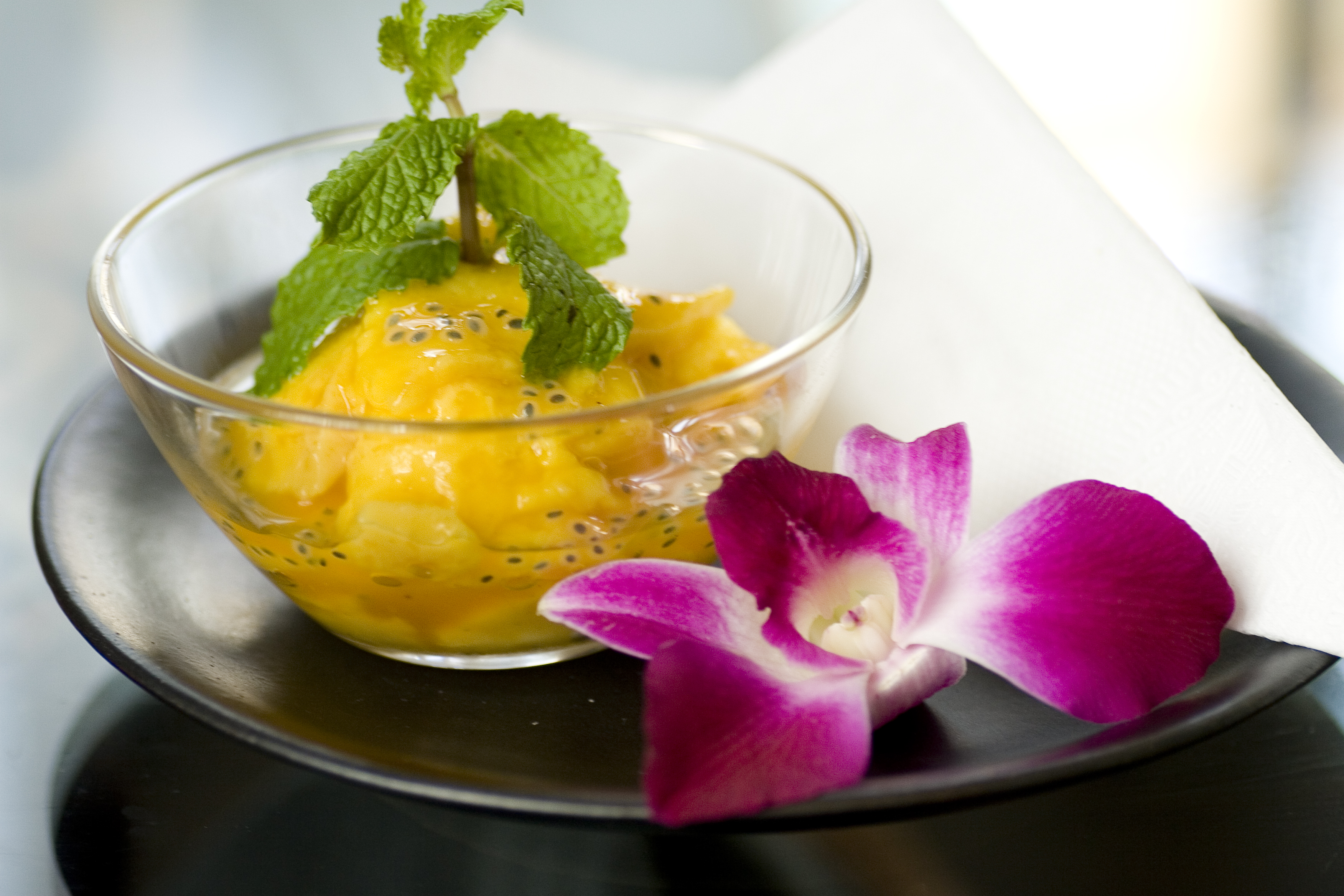
Bereiding met mango